# Dom Ameryki
Dom Ameryki (hebr. בית אמריקה) – biurowiec w osiedlu Ha-Cafon ha-Chadasz we wschodniej części miasta Tel Awiw, w Izraelu.
Budynek został zaprojektowany przez architekta Eldar Sharona. Budowę biurowca ukończono w 1971 i nadano mu nazwę od kontynentu Ameryki.

## Dane techniczne
Budynek ma 14 kondygnacji i wysokość 52 metrów.
Wieżowiec wybudowano w stylu architektonicznym określanym jako brutalizm. Wzniesiono go z betonu, stali i szkła. Elewacja jest wykonana z płytek ceramicznych w kolorze brązowym.
Wieżowiec jest wykorzystywany jako biura do wynajęcia. Na parterze znajduje się restauracja.